# 알렉스 켄드릭

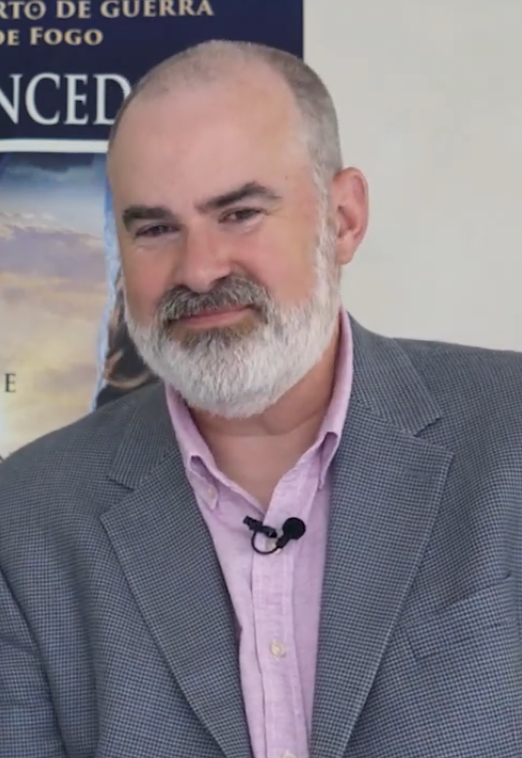

알렉스 켄드릭(Alex Kendrick, 1970년 6월 11일 ~ )은 미국의 기독교 목사, 영화 각본가, 프로듀서, 감독, 배우이다. 믿음의 승부, 워 룸 (2015년 영화), 용기와 구원, 파이어프루프 - 사랑의 도전 등 신앙에 기반한 저명한 영화의 감독 및 주연 출연을 한 것으로 잘 알려져 있다. 시네마스코어에서 각기 다른 3개의 영화에서 A+ 등급을 받은 2명의 영화 감독 중 한 명이다. (다른 한 명은 롭 라이너)

## 참여 작품
- 믿음의 승부
- 파이어프루프 - 사랑의 도전
- 용기와 구원
- 워 룸 (2015년 영화)

## 같이 보기
- 시네마스코어